# Phước An, Đồng Nai
Phước An là một xã thuộc tỉnh Đồng Nai, Việt Nam.
Xã có diện tích 147,56 km², dân số năm 1999 là 6.685 người, mật độ dân số đạt 45 người/km².

## Hành chính
Xã Phước An được chia thành 4 ấp: Bà Trường, Bàu Bông, Qưới Thạnh, Vũng Gấm.